# Рудник 50 років Жовтня
Рудник 50 років Жовтня – гірничодобувне підприємство у Актобінській області Казахстану, створене для розробки однойменного мідного родовища.
Родовище було відкрите ще в 1964 році, проте його розробка почалась лише у 2006-му. До 2019-го вона велась відкритим способом, а у 2021-му на руднику почали споруджувати шахту, запуск якої запланований на 2024 рік. Річна потужність шахти становитиме 0,5 млн тон, а строк її діяльності запланований як 23 роки. Запаси руди для розробки підземним способом оцінюються у 9,7 млн тон.
Продукція рудника відправляється на Коктауську збагачувальну фабрику.
Рудник належить "Русской медной компании", яка діє через ТОВ «Коппер Текнолоджи».